# Harmașivka, Bilovodsk
Harmașivka (în ucraineană Гармашівка) este un sat în comuna Kononivka din raionul Bilovodsk, regiunea Luhansk, Ucraina.

## Demografie
Componența lingvistică a localității Harmașivka
     Ucraineană (95,75%)
     Rusă (4,25%)
Conform recensământului din 2001, majoritatea populației localității Harmașivka era vorbitoare de ucraineană (95,75%), existând în minoritate și vorbitori de rusă (4,25%).